# Boża Męka
Boża Męka – wzgórze o wysokości 457 m n.p.m. Znajduje się na Wyżynie Olkuskiej w paśmie wzniesień o nazwie Marmurowe Wzgórza, w północnej części miejscowości Dębnik w województwie małopolskim.
Na wzgórzu stoi kolumna z kapliczką z 1659 roku przy drodze do Paczółtowic. Wykonana i ozdobiona rytami ze scenami męki Jezusa Chrystusa przez mistrza warsztatu dębnickiego Adama Negowicza. Wykonana została z wapienia dębnickiego.